# Loi française du 7 février 1851 sur le droit de la nationalité
La loi du 7 février 1851 concernant les individus nés en France d'étrangers qui eux-mêmes y sont nés et les enfants des étrangers naturalisés est un texte législatif de la Deuxième République qui élargit le droit de la nationalité notamment par l'introduction du double droit du sol.

## Débats et précédents
La loi du 7 février 1851 vise à étendre l'acquisition de la nationalité afin de répondre au problème de la conscription militaire.  Les étrangers n'y étaient en effet pas astreints, ce qui était jugé d'une part comme un privilège par la population, mais aussi d'autre part comme une concurrence déloyale. Certaines entreprises privilégiaient en effet l'emploi des étrangers dans la mesure où ceux-ci était une main-d’œuvre qui ne risquait pas de devoir partir quelques années pour leur service militaire. Elle cherche aussi à répondre au problème de l'afflux des travailleurs étrangers en France et à la baisse de la population française, en faisant de l'étranger du Français. Populationnistes et militaires se sont donc retrouvés d'accord sur ce projet de loi.
La loi du 7 février 1851 connaît un précédent sous la forme de la loi du 22 mars 1849. Celle-ci inscrit déjà dans le Code Civil le deuxième point de l'article 2 de la loi du 7 février. Elle prévoyait que l'enfant né en France d'un étranger et ayant fait son service militaire puisse demander la nationalité française après l'année suivant sa majorité.

## Contenu
L'article 1 définit le double droit du sol en affirmant qu'« est Français tout individu né en France d'un étranger qui lui-même y est né ». La personne concernée peut néanmoins réclamer la qualité d'étranger par déclaration officielle dans l'année suivant sa majorité.
L'article 2 concerne les acquisitions de nationalité non automatiques. Peut demander la nationalité française :
- tout individu né en France d'un étranger l'année suivant sa majorité ;
- tout individu né en France d'un étranger après l'année suivant sa majorité s'il a fait son recrutement ou servi dans l'armée ;
- tout individu né à l'étranger d'un père naturalisé français[1].

## Révisions
La loi du 7 février 1851 est révisée par la loi du 26 juin 1889 qui étend le droit du sol en le rendant obligatoire pour l'enfant né en France d'étranger né en France et automatique mais avec possibilité de refus pour l'enfant né en France d'un étranger.